# Guillermo Hang
Guillermo Hang es un economista argentino que ejerció como director del Banco Central de la República Argentina desde 2020 hasta 2022 y secretario de Comercio Interior desde el 6 de junio hasta el 7 de julio de 2022. De acuerdo a INDEC, durante sus gestiones, la inflación aumentó del 50,3% interanual en febrero de 2022 al 71,0% en junio de 2022, iniciando así una espiral inflacionaria.   

## Biografía
Bajo la presidencia de Alberto Fernández, fue designado director del Banco Central de la República Argentina el 17 de enero de 2020 a pesar de no contar con experiencia en política monetaria.
El 6 de junio de 2022 fue designado secretario de Comercio Interior (del Ministerio de Desarrollo Productivo), en sustitución de Roberto Feletti (quien había renunciado). Simultáneamente se hizo efectiva su renuncia como director del Banco Central.
Renunció el 6 de julio de 2022 tras 44 días en el cargo, en el marco de la crisis política de este año. Lo reemplaza Martín Pollera.